# Thémisto (lune)
Pour les articles homonymes, voir Thémisto.

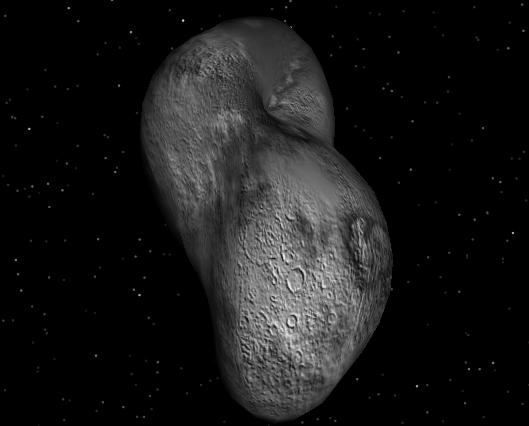
Illustration d'artiste représentant Thémisto.

Thémisto est un satellite naturel de Jupiter.

## Dénomination
Thémisto porte le nom de Thémisto, personnage de la mythologie grecque ; Thémisto était l'une des cinquante Néréides (bien que certains auteurs en fassent plutôt la fille du dieu fleuve arcadien Inachos), conquête amoureuse de Zeus (équivalent grec de Jupiter), duquel elle eut Ister (le Danube).
Ce nom fut adopté formellement par l'Union astronomique internationale le 22 octobre 2002. Avant cela, Thémisto portait la désignation provisoire S/1975 J 1 puis perdu jusqu'à sa redécouverte en 2000 sous la désignation provisoire S/2000 J 1.

## Caractéristiques physiques
Thémisto est un petit satellite. En supposant qu'il possède une albédo de 0,04, similaire à d'autres satellites de Jupiter (comme les membres du groupe d'Himalia, le groupe de petits satellites irréguliers le plus proche de Thémisto), sa magnitude visuelle de 21,0 conduit à un diamètre de 8 km.
Par calcul, la masse de Thémisto est estimée à environ 7 × 1014 kg.

## Orbite

Diagramme illustrant l'orbite de Thémisto (centre gauche) parmi les autres satellites irréguliers de Jupiter.

L'orbite de Thémisto est inhabituelle. À la différence de la plupart des satellites de Jupiter, qui orbitent en groupes, Thémisto orbite seul, à mi-chemin entre les lunes galiléennes, qui regroupent les plus grands satellites de la géante gazeuse, et le groupe d'Himalia, le premier groupe de satellites irréguliers progrades : Thémisto orbite sur un demi-grand axe de 7 393 220 km ; Callisto, 1 882 700 km ; Léda, 11 160 000 km.
L'orbite de Thémisto est également fortement inclinée (47,48° par rapport à l'équateur de Jupiter) et excentrique (0,211 578 8).

## Historique
Thémisto fut découvert le 30 septembre 1975 par Charles Kowal et Elizabeth Roemer et signalée le 3 octobre, conduisant à sa désignation provisoire S/1975 J 1. Cependant, son orbite ne put être déterminée, faute d'observations suffisantes, et le satellite fut perdu par la suite.
Pendant les vingt années suivantes, Thémisto ne fut mentionné que par une note dans les manuels d'astronomie. En 2000, un corps correspondant à Thémisto fut observé par Scott S. Sheppard, David Jewitt, Yanga R. Fernández et Eugene A. Magnier, et fut temporairement désigné S/2000 J 1. Il fut rapidement confirmé qu'il s'agissait du même objet qui avait été observé en 1975. L'annonce de la redécouverte le 25 novembre 2000 fut immédiatement corrélée avec une observation réalisée le 6 août 2000 par Brett James Gladman, John J. Kavelaars, Jean-Marc Petit, Hans Scholl, Matthew J. Holman, Brian G. Marsden, Philip D. Nicholson et Joseph A. Burns, observation signalée par le Centre des planètes mineures, mais pas publiée dans une circulaire de l'Union astronomique internationale.